# Depenalizacja
Depenalizacja – przeciwieństwo penalizacji, jest to rezygnacja z karalności określonego typu czynu, uznawanego dotychczas za przestępstwo lub wykroczenie. Rozróżnia się depenalizację pełną oraz częściową:
- depenalizacja pełna polega na całkowitym zniesieniu karalności czynu (zniesienie odpowiedzialności karnej), a tym samym i kary za popełniony czyn, który nie jest już traktowany jako przestępstwo lub wykroczenie,
- depenalizacja częściowa polega na przekształceniu przestępstwa w wykroczenie (likwidacji typu przestępstwa i wprowadzaniu typu wykroczenia, a zatem likwidacji odpowiedzialności karnej i wprowadzeniu odpowiedzialności za wykroczenie) - inaczej kontrawencjonalizacja lub dekryminalizacja.

Według niektórych prawników synonimem depenalizacji jest dekryminalizacja. Są także poglądy odmienne, różnicujące oba pojęcia. Wtedy "dekryminalizacja" oznacza zniesienie odpowiedzialności karnej za określony czyn, natomiast "depenalizacja" – złagodzenie (obniżenie) kary, jaką zagrożony jest czyn przestępczy, bez dokonywania zmiany rodzaju odpowiedzialności (prawnokarnej na odpowiedzialność za wykroczenia).